# Cocculus
Cocculus  é um gênero botânico da família Menispermaceae.
A espécie Cocculus palmatus Miers tem a sinonímia científica:Menispermum palmatum Lam. e Columbus coculus Miers.popularmente chamada de calumba.
Descrição:Arbusto trepador de folha perene que atinge de 2 a 5 m de altura.A raiz é bastante carnuda podendo chegar até 7 cm de diâmetro.
Habitat:Originária das regiões tropicais da África Oriental,mas cultivada na América do Sul,inclusive no Brasil.
Propriedades e indicações:sua raiz possui diversos alcalóides quimicamente semelhantes à berberina e à morfina;princípios amargos(colombina)e diversas substâncias inertes(pectina,amido e oxalato)Não possui tanino.A calumba é utilizada para abrir o apetite e facilitar a digestão e por seus alcalóides é antidiarréica e anti-septico intestinal.
Precauções:Em doses elevadas tem efeitos tóxicos,causando náuseas,cólicas e parada respiratória.

## Espécies
- Cocculus carolinus
- Cocculus diversifolius
- Cocculus hirsutus
- Cocculus laurifolius
- Cocculus orbiculatus
- Cocculus sarmentosus
- Cocculus palmatus Miers